# Savart (paysage)
 (septembre 2022).
Si vous disposez d'ouvrages ou d'articles de référence ou si vous connaissez des sites web de qualité traitant du thème abordé ici, merci de compléter l'article en donnant les références utiles à sa vérifiabilité et en les liant à la section « Notes et références ».
Le savart désigne en Champagne une sorte de steppe rase qui végète sur une rendzine calcaire. Ce type d'espace en friche, ou laissé volontairement en jachère peut désigner par extension un jardin mal entretenu.

## Géographie
Ce paysage typique des plaines de la Champagne crayeuse tend à disparaître ou a disparu à partir du milieu du XXe siècle du fait de l'arrivée de l'agriculture productive et de son corollaire la spécialisation dans les cultures industrielles, au détriment de l'élevage notamment ovin. 
Seuls les terrains des camps militaires de Mourmelon, Suippes et Mailly-le-Camp conservent encore aujourd'hui, mais en partie, des savarts en surface d'importance.

## Étymologie
Le mot savart tire son origine de samaro, désignant en langue gauloise une terre inculte, mais semble employé depuis la fin du Moyen Âge en Champagne pour désigner un espace en friche. 
- Ces divers phylums ont des formes de dégradation très nombreuses. Citons, par exemple : les Savarts de la Champagne, sortes de steppes-pelouses desséchées en été, […]. d'Henri Gaussen, Géographie des Plantes, Armand Colin, 1933, p. 162

## Histoire
Aujourd'hui, le savart désigne toujours un espace en friche mais s'applique surtout aux anciens pâtis qui correspondaient à des terres parcourues par le troupeau communal, notamment ovin, ce qui fonctionnait dans un système agro-pastoral communautaire. La communauté des habitants avait en commun un berger pour tout le finage. 
Des espaces, faute de pouvoir être suffisamment amendés, donc mis en culture de façon rentable, sont volontairement laissés en jachère pour faire paître le troupeau des moutons du village. Ce système qui associait le pastoralisme se maintint sur une longue durée, depuis les derniers défrichements du Moyen Âge jusqu'au début du XXe siècle, donc même après le reboisement des années 1830 à 1850. 
Ce système multiséculaire finit toutefois par décliner avec l'arrivée des premiers engrais chimiques au tournant des XIXe et XXe siècles, et même si les savarts (re)gagnent des espaces avec la crise du phylloxéra et l'abandon de la vigne, dès avant 1914, ou d'autres issus de la déprise culturale qui a suivi la Première Guerre mondiale, notamment dans la zone rouge sans intervention humaine.

## Un écosystème à préserver
Autrement dit, ces espaces existent tant qu'ils sont partiellement ou totalement pâturés puisqu'ils correspondent à ce que les écologues nomment un "climax", on parle dans le cas présent de pelouse calcicole. 
Dans le cas contraire, c'est-à-dire sans intervention humaine, par le biais de l'élevage ou non, ils finissent par être (re)colonisés par la végétation forestière. En l'espace d'environ cinq à dix ans la reprise forestière est particulièrement sensible. C'est ainsi que des savarts non "entretenus" sont envahis par des espèces colonisatrices comme les bouleaux, les genévriers, les noisetiers, et les épineux en général. 
Aujourd'hui, une flore est reconnue comme typique par les écologues et les botanistes sur ces espaces spécifiques. Or ces derniers sont quasi exclusivement conservés dans les camps militaires. Si des terrains sont donc régulièrement nettoyés par sécurité, d'autres commencent à être restaurés par le souci de protection d'espèces végétales rares comme les orchidées dont certaines ne se trouvent que sur ces pelouses calcicoles de Champagne crayeuse.